# 제6군 (독일 국방군)
제6군은 제2차 세계 대전 기간 동안 활동했던 독일 국방군의 야전군이다. 이 6군은 스탈린그라드 전투에서 활동했던 것으로 유명하며, 최초로 완전히 붕괴된 독일 야전군이다. 스탈린그라드 전투 결과 1943년 2월 2일에 6군의 잔존 병력 107,800명이 포로가 되었으며, 그 중 6,000명이 전후에 살아남았다. 제6군은 같은해 3월 5일에 재창설되어 남부 우크라이나, 부다페스트 등의 동부전선에서 종군하였다. 이 부대는 1945년 5월 9일, 미군에게 항복하였다.

## 사령관
- 초대, 발터 폰 라이헤나우(Walter von Reichenau)

1939년 10월 10일 ~ 1941년 12월 29일
- 2대, 프리드리히 파울루스(Friedrich Wilhelm Ernst Paulus)

1941년 12월 30일 ~ 1943년 2월 3일 (항복)
- 3대, 카를아돌프 홀리트(Karl Adolf Hollidt)

1943년 3월 5일 ~ 1944년 4월 7일 (신편 6군)
- 4대, 막시밀리안 드 앙젤리(Maximilian de Angelis)

1944년 4월 8일 ~ 1944년 7월 16일
- 5대, 막시밀리안 프레터-피코(Maximilian Fretter-Pico)

1944년 7월 17일 ~ 1944년 12월 22일
- 6대, 헤르만 발크(Georg Otto Hermann Balck)

1944년 12월 23일 ~ 1945년 5월 8일 (항복)